# 1668
Епоха великих географічних відкриттів •  Ганза •  Річ Посполита •  Запорозька Січ •  Руїна

## Геополітична ситуація
Османську імперію очолює Мехмед IV (до 1687). Під владою османського султана перебувають Близький Схід та Єгипет, Середземноморське узбережжя Північної Африки, частина Закавказзя, значні території в Європі: Греція, Болгарія та Сербія. Васалами османів є Волощина та Молдова.
Священна Римська імперія — наймогутніша держава Європи. Її територія охоплює, крім німецьких земель, Угорщину з Хорватією, Богемію, Північну Італію. Її імператор — Леопольд I Габсбург (до 1705).
Габсбург Карл II Зачарований є королем Іспанії (до 1700). Йому належать Іспанські Нідерланди, південь Італії, Нова Іспанія, Нова Гранада та Нова Кастилія в Америці, Філіппіни. Королем Португалії формально є Альфонсу VI при регентстві молодшого брата Педру II. Португалія має володіння в Бразилії, в Африці, в Індії, в Індійському океані й Індонезії.
Північ Нідерландів займає Республіка Об'єднаних провінцій. Вона має колонії в Північній Америці, Індонезії, на Формозі та на Цейлоні. Король Франції — Людовик XIV (до 1715). Франція має колонії в Північній Америці. Король Англії — Карл II Стюарт (до 1685). Англія має колонії в Північній Америці, на Карибах та в Індії. Король Данії та Норвегії — Фредерік III (до 1670), король Швеції — Карл XI (до 1697). На Апеннінському півострові незалежні Венеціанська республіка та Папська область. Королем Речі Посполитої є Ян II Казимир (до 1668). Царем Московії є Олексій Михайлович (до 1676).
Україну розділено по Дніпру між Річчю Посполитою та Московією. Козацьку державу очолює Петро Дорошенко. На півдні України існує Запорозька Січ. Існують Кримське ханство, Ногайська орда.
В Ірані правлять Сефевіди.
Значними державами Індостану є Імперія Великих Моголів, в якій править Аурангзеб, Біджапурський султанат, султанат Голконда, Віджаянагара. В Китаї править Династія Цін. У Японії триває період Едо.

## Події

### В Україні
- У січні на раді старшини в Гадячі гетьман Лівобережної України Іван Брюховецький висловився за перехід під османський протекторат.
- Зустріч між Петром Дорошенком та Іваном Брюховецьким в Опішні перейшла в протистояння. Брюховецького схоплено й страчено.
- 8 червня Петра Дорошенка обрано гетьманом всієї України.
- Дорошенко призначив Дем'яна Многогрішного наказним гетьманом Лівобережної України.
- На Січі гетьманом обрали Петра Суховія, який притримувався протатарського курсу.
- У жовтні запорізький кошовий Іван Ріг (Ждан) взяв штурмом фортецю Арабат.
- На початку року кошовим отаманом Запорізької Січі обрано Івана Білковського. У грудні його змінив Лукаш Мартинович.

### У світі
- 16 вересня польський король Ян Казимир зрікся престолу, і повернувся до Франції, де приєднався до єзуїтів і став абатом у монастирі св. Мартіна в Невері.
- Війська московського царя взяли в облогу Соловецький монастир, ченці якого опиралися церковній реформі.
- Деволюційна війна:
  - Французькі війська окупували Безансон.
  - Під тиском трійного союзу Англії, Нідерландів та Швеції війна завершилася підписанням 2 травня Аахенського миру, за яким Франція зберегла за собою свої завоювання в Фландрії, але поступилася Іспанії Франш-Конте.
- 13 лютого в Лісабоні за посередництва Англії підписано мирний договір між Іспанією та Португалією. Іспанія визнала незалежність Португалії та законність португальського короля, отримавши Сеуту.
- У Стокгольмі відкрився Банк державних станів, один із найстаріших державних банків.
- Бомбей став власністю Британської Ост-Індської компанії.
- Нідерландці повернулися до Суринаму.
- Флібустьєр Генрі Морган вчинив напад на Портобелло та Панаму.
- Негус Ефіопії Йоганнис I зібрав церковний собор, що постановив виставити з країни католицьких місіонерів.
- Османські війська захопили у персів Басру.

## Наука і культура
- Ісаак Ньютон побудував телескоп-рефрактор.
- Відбулася прем'єра комедії Мольєра «Скупий».

## Померли
див. також Категорія:Померли 1668